# Премадио
Премадио (итал. Premadio) је насеље у Италији у округу Сондрио, региону Ломбардија.
Према процени из 2011. у насељу је живело 326 становника. Насеље се налази на надморској висини од 1258 м.